# Someday (I Will Understand)
A Someday (I Will Understand) Britney Spears amerikai énekesnő egyik száma. A dalt Britney a terhességéről írta; ehhez a számhoz készült Britney utolsó videóklipje egészen a 2007 végén megjelent Gimme More-ig. Kislemezen és középlemezen is megjelent 2005-ben, utóbbi csak Japánban. A dal remixelt változata helyet kapott az énekesnő első remixalbumán, a B in the Mix: The Remixes-en.

## Videóklip
A klipet Britney saját műsorának (Britney & Kevin: Chaotic) utolsó epizódja végén mutatta be. A klip nagyon egyszerű: fekete-fehér, és Britney terhesen látható benne. Britney azt nyilatkozta, hogy ő is ilyen klipet álmodott meg a számhoz. Britney a klipben végig a házában és az ágyában mutatkozik.
A klipet Michael Haussman rendezte.

## Listaeredmények
A videóklip pozitív kritikákat kapott, miután bemutatták az MTV TRL című műsorában, de az amerikai slágerlistákra végül nem került fel a dal. Hivatalos dátumot nem tűztek ki a megjelenésre, de október 11-én elküldték a kislemezt a boltoknak és a promókat a rádióadóknak. A dal és a videóklip Brazíliában, az MTV Brazil TRL műsorban első volt, és a mexikói TRL-ben is az első lett lett. A szám a mexikói rádiós lejátszási listán a 34# helyet szerezte meg.
| Slágerlista (2005)         | Legmagasabb helyezés |
| -------------------------- | -------------------- |
| Ausztriai kislemezlista    | 32                   |
| Belgiumi kislemezlista     | 17                   |
| Eurochart Hot 100 Kislemez | 74                   |
| Finn kislemezlista         | 15                   |
| Német kislemezlista        | 22                   |
| Görög kislemezlista        | 8                    |
| Norvég kislemezlista       | 18                   |
| Svéd kislemezlista         | 10                   |
| Svájci kislemezlista       | 8                    |
| Tokyo Hot 100              | 33                   |

## Számlista

### Japán EP
| #  | Cím                                                         | Szövegíró(k)                                        | Hosszúság |
| -- | ----------------------------------------------------------- | --------------------------------------------------- | --------- |
| 1. | Someday (I Will Understand)                                 | Britney Spears, Guy Sigsworth                       | 03:37     |
| 2. | Chaotic                                                     | Christian Karlsson, Pontus Winnberg, Britney Spears | 03:33     |
| 3. | Mona Lisa                                                   | Teddy Campbell, David Kochanski, Britney Spears     | 03:25     |
| 4. | Over to You Now                                             | Britney Spears                                      | 03:42     |
| 5. | Someday (I Will Understand) (Hi-Bias Signature Radio Remix) | Britney Spears, Guy Sigsworth                       | 03:46     |

### Kislemezek számlistái
Brit promó CD (82876 722482)
1. Someday (I Will Understand) – 3:37
2. Someday (I Will Understand) [Instrumental] – 3:37

Európai CD maxi kislemez (82876 714272)
1. Someday (I Will Understand) – 3:37
2. Someday (I Will Understand) [Instrumental] – 3:37
3. Someday (I Will Understand) [Hi-Bias Signature Radio Remix] – 3:46
4. Someday (I Will Understand) [Leama & Moore Remix] – 9:18

Európai CD kislemez (82876 714282)
1. Someday (I Will Understand) – 3:37
2. Someday (I Will Understand) [Hi-Bias Signature Radio Remix] – 3:46

## Remixek/Más verziók
- Album Version – 3:37
- Instrumental – 3:37
- Ford Radio Mix – 3:51
- Ford Club Mix – 5:56
- Gota Remix (feat. MCU) [Demó] – 3:50
- Gota Remix (feat. MCU) – 4:42 (Csak a B in the Mix: The Remixes japán kiadásán)
- Hi-Bias Singanture Radio Remix – 3:46
- K-Klub Remix
- Leama & Moor Remix – 9:18
- Leama & Moor Dub – Kiadatlan